# Braga
Braga Észak-Portugália fontos városa, vallási központ, Braga kerület székhelye. Az itt található Bom Jesus katedrális 2019 óta a kulturális világörökség része.
A portugálok úgy tartják, "Lisszabon szórakozik, Porto dolgozik, Coimbra “tanul”, Braga imádkozik." Nem véletlenül, a körülbelül Szeged nagyságú városban majdnem 300 templom található. Portugál Rómának is nevezik. Népessége 2011-ben kb. 181 ezer fő.

## Története
A város története több mint 2000 évre nyúlik vissza. A kelták alapították, Baracara néven, ebből alakult ki az idők folyamán a Braga név. Kr. e. 250-ben foglalták el a rómaiak, majd Kr. u. 715-ben a mórok. Végül III. Alfonso foglalta vissza.
A 16. században Braga keveset profitált a felfedezésekből, ellentétben más városokkal, mint például Lisszabon, Évora és Coimbra. A fejlődése Diogo de Sousa érsek alatt indult el, aki támogatta többek között az utak kiszélesítését, közterek építését, valamint kórházak és új templomok építését. A katedrálishoz a felújítás során egy új, manuelista stílusú kápolnát is építtetett. Diogo de Sousa alatt vált a középkori kisváros igazi reneszánsz várossá, az ekkor emelt épületek nagy része ma is áll.
A város másik virágkora a 18. században volt, a város és környéke barokk templomokkal és világi épületekkel gazdagodott. Ilyenek a könyvtár, a Bom Jesus do Monte templom és annak felvezető lépcsősora.
A 19. század az egész országhoz hasonlóan a város számára is nehéz időszak volt, a Félszigeti háborúban elfoglalták Napóleon csapatai. A század második felében megérződött a Brazíliában élt portugál bevándorlók ízlése az épületeken és a városfejlesztésben.

## Éghajlata
A város éghajlata meleg nyarú mediterrán éghajlat: a nyár meleg, a tél hideg, a négy évszak jól elkülönül. A közelben fekvő Portóhoz képest azonban jelentős különbség, hogy az óceán mérséklő hatása kevésbé érvényesül, így könnyebben alakul ki kánikula.  A nedves légtömegek áramlása egész évben jellemző és a csapadék is bőséges, főleg ősszel, télen és tavasszal. A legmagasabb mért hőmérséklet 1941-2006 között 42,2 °C, a legalacsonyabb - 6,3 °C volt.
| Hónap                                          | Jan. | Feb. | Már. | Ápr. | Máj. | Jún. | Júl. | Aug. | Szep. | Okt. | Nov. | Dec. | Év   |
| ---------------------------------------------- | ---- | ---- | ---- | ---- | ---- | ---- | ---- | ---- | ----- | ---- | ---- | ---- | ---- |
| Rekord max. hőmérséklet (°C)                   | 24,0 | 23,5 | 29,5 | 31,0 | 35,5 | 38,5 | 38,5 | 42,2 | 38,5  | 33,3 | 28,5 | 24,1 | 42,2 |
| Átlagos max. hőmérséklet (°C)                  | 13,7 | 14,8 | 17,6 | 18,3 | 21,1 | 25,4 | 27,8 | 28,0 | 25,5  | 20,9 | 16,8 | 14,4 | 20,4 |
| Átlagos min. hőmérséklet (°C)                  | 4,3  | 4,9  | 7,0  | 7,9  | 10,4 | 13,5 | 14,9 | 14,7 | 13,2  | 10,8 | 7,7  | 6,0  | 9,6  |
| Rekord min. hőmérséklet (°C)                   | −6,3 | −4,5 | −5,0 | −1,2 | −0,5 | 3,3  | 7,5  | 6,7  | 3,8   | 2,5  | −1,7 | −2,5 | −6,3 |
| Átl. csapadékmennyiség (mm)                    | 176  | 115  | 122  | 131  | 113  | 49   | 22   | 34   | 82    | 192  | 194  | 220  | 1449 |
| Forrás: Instituto de Meteorologia, IP Portugal |      |      |      |      |      |      |      |      |       |      |      |      |      |

## Legfontosabb épületei, turisztikai látványosságai

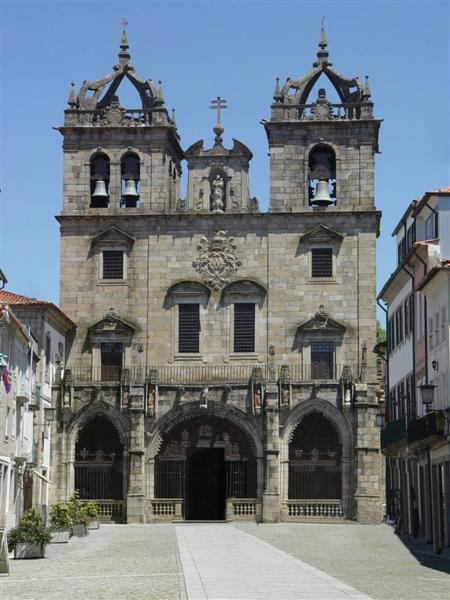
Bragai Sé katedrális

Számos temploma közül a legimpozánsabb a Sé (katedrális), amely több stílust ötvöz magában. Legemlítésreméltóbb ezek közül a mánuel stílus.
A várostól mintegy 3 kilométerre van a Bom Jesus búcsújáró templom, amit csodálatos park övez.
Nagyszerű látványt nyújt még a várostól pár km-re északra, a 20. században épült Castelo da D. Chica nevű kastély.
Érdemes felkeresni több kisebb templomot, pl. a 16. századi Capela dos Coimbra-t és a 17. századi barokk Santa Cruz-t.
A városban levő kúriák legtöbbje is a barokk korból származik, mint pl. a Palacio do Raio és a Camara Municipal (a városháza).

## Sport
Első ligás férfi futballcsapata:
- SC Braga (a stadionjukban kb. 30 ezer fő ember fér el)

Első ligás női futballcsapata:
- SC Braga

Portugál bajnok: 2019
Első osztályú férfi kézilabdacsapat: 
- ABC Braga eredményei:

Portugál bajnok: 1987, 1988, 1991, 1992, 1993, 1995, 1996, 1997, 1999, 2001, 2006, 2007.
Portugál kupagyőztes:1990, 1991, 1992, 1993, 1995, 1996, 1997, 2000, 2008.
Portugál szuperkupa-győztes: 1991, 1992, 1993, 1996, 1999.
Nemzetközi szereplés: 
Az egyetlen portugál férfi kézilabdacsapat, amely a bajnokok ligájában a legjobb 4 közé tudott kerülni. 1993-94-ben a spanyol TEKA Santanderrel játszotta a Bajnokok Ligája döntőt, és összesítésben csupán 2 góllal bizonyult gyengébbnek a spanyol csapatnál.
 CB Santander- ABC Braga  22:22 / 23:21
EHF Challenge Cup döntős:
 Wacker Thun- ABC Braga  29-24 / 26-29

## Testvérvárosai
- Clermont-Ferrand, Franciaország
- Astorga, Spanyolország
- Bissorã, Bissau-Guinea
- Puteaux, Franciaország
- Santo André, Brazília
- São Nicolau, Zöld-foki Köztársaság
- Kolozsvár,[7] Románia

## Galéria

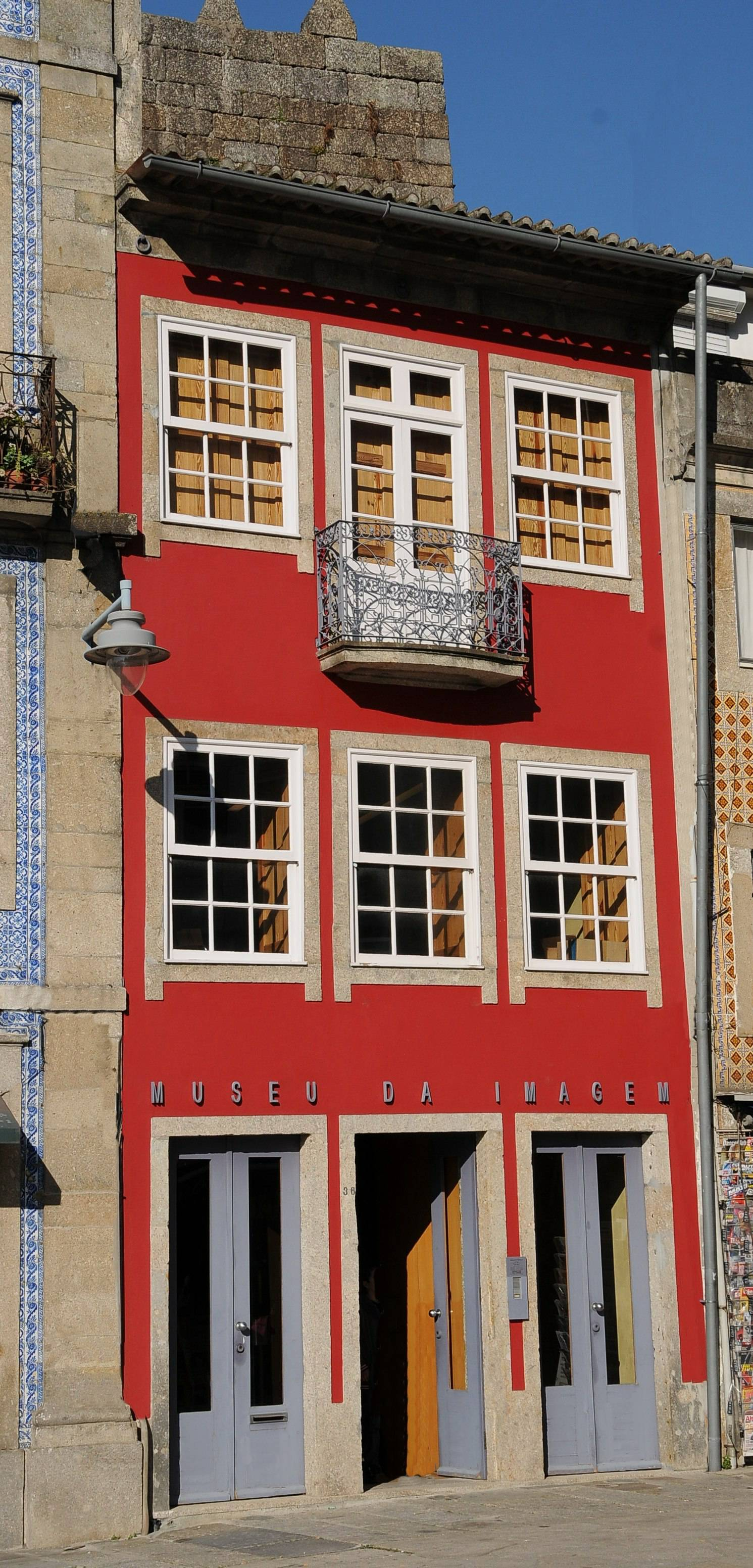
Képmúzeum (Museu da Imagem)
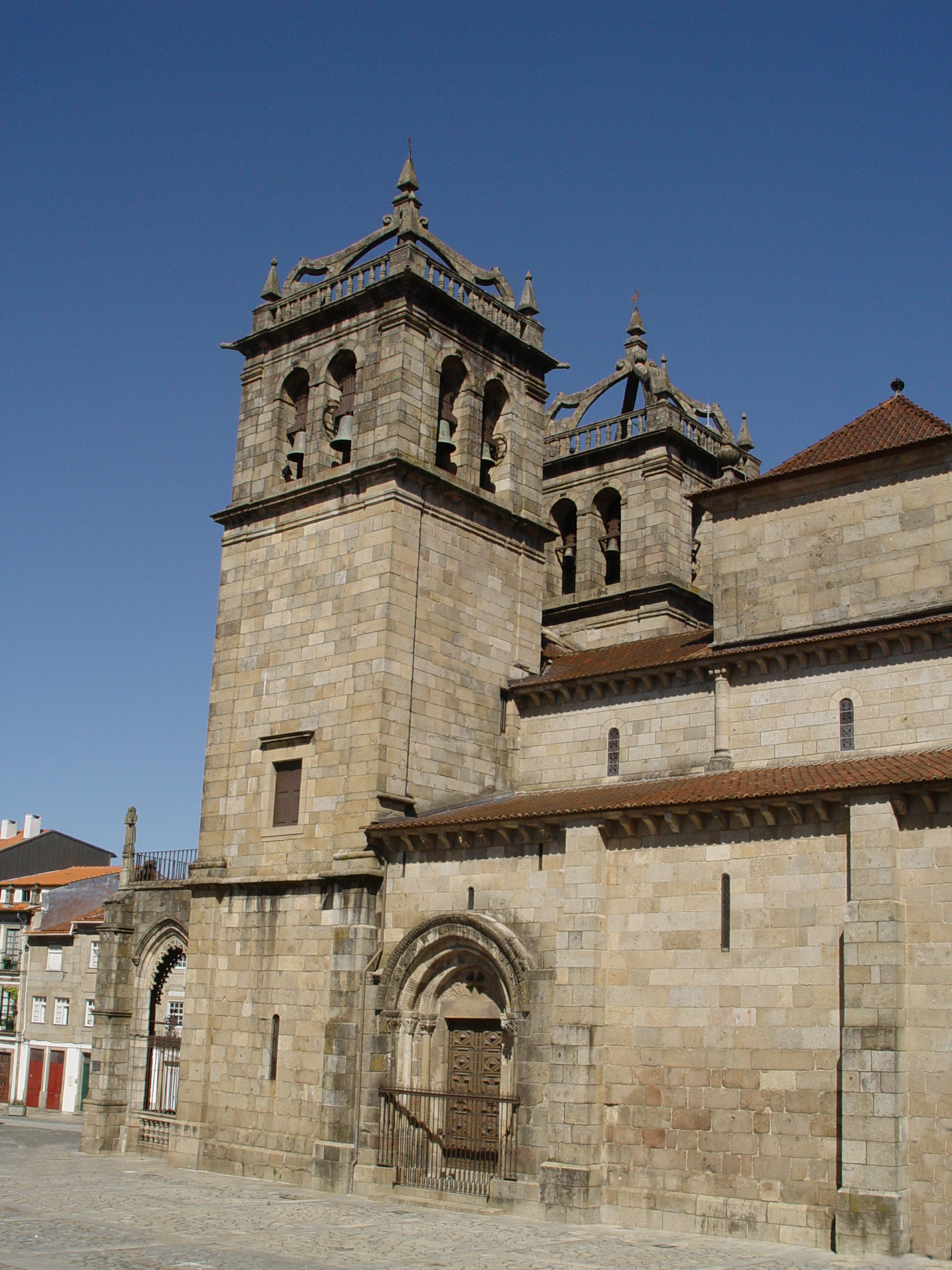
Bragai katedrális
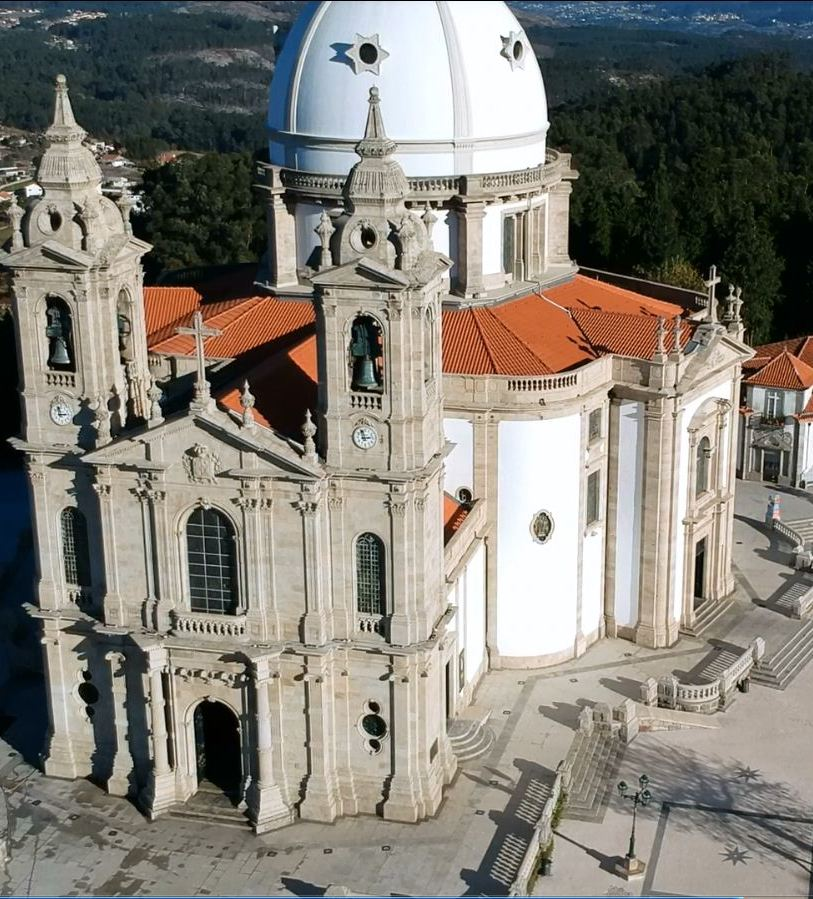
Nossa Senhora do Sameiro bazilika
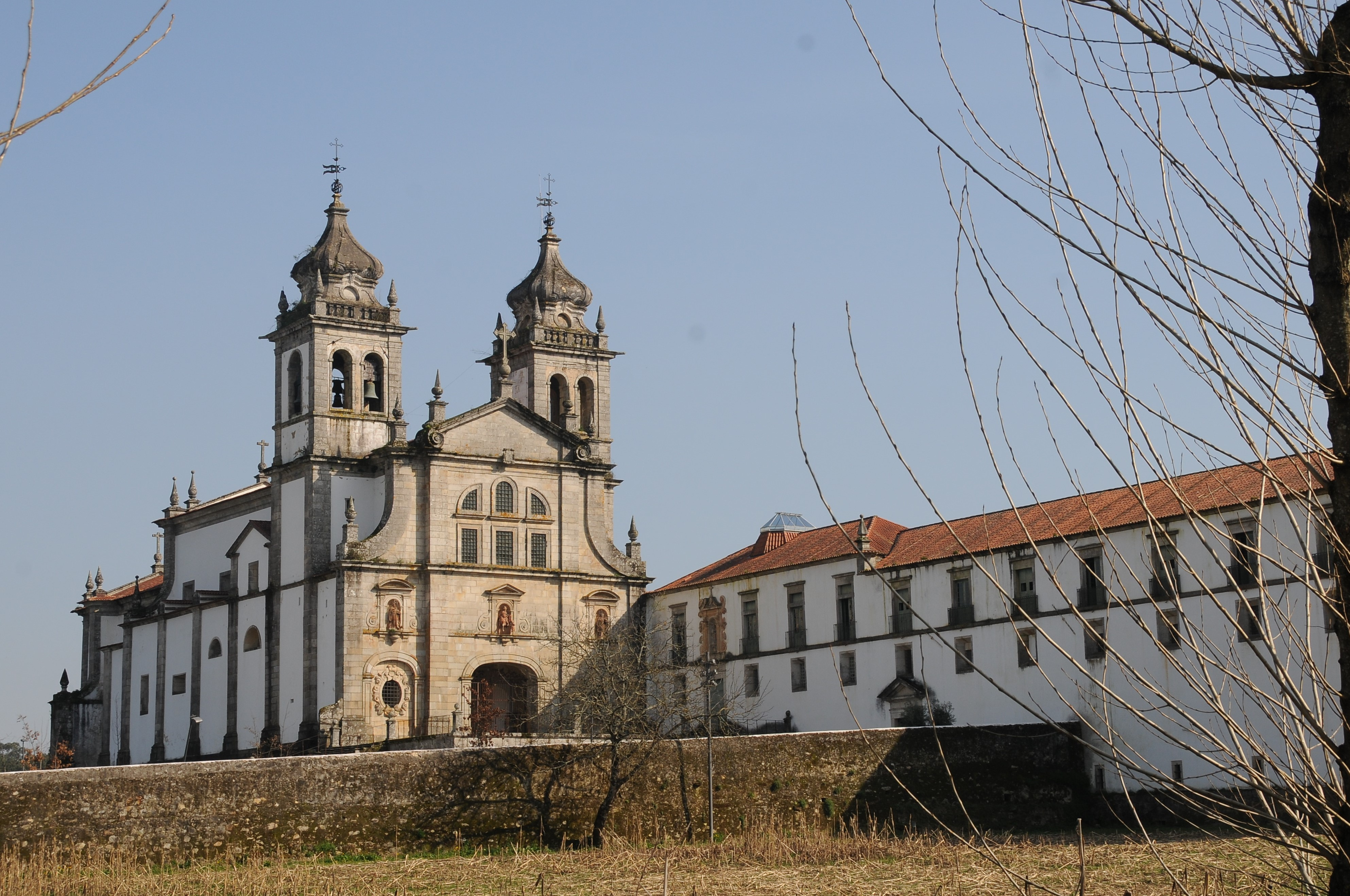
Kolostor a város mellett, Mire de Tibães-ban
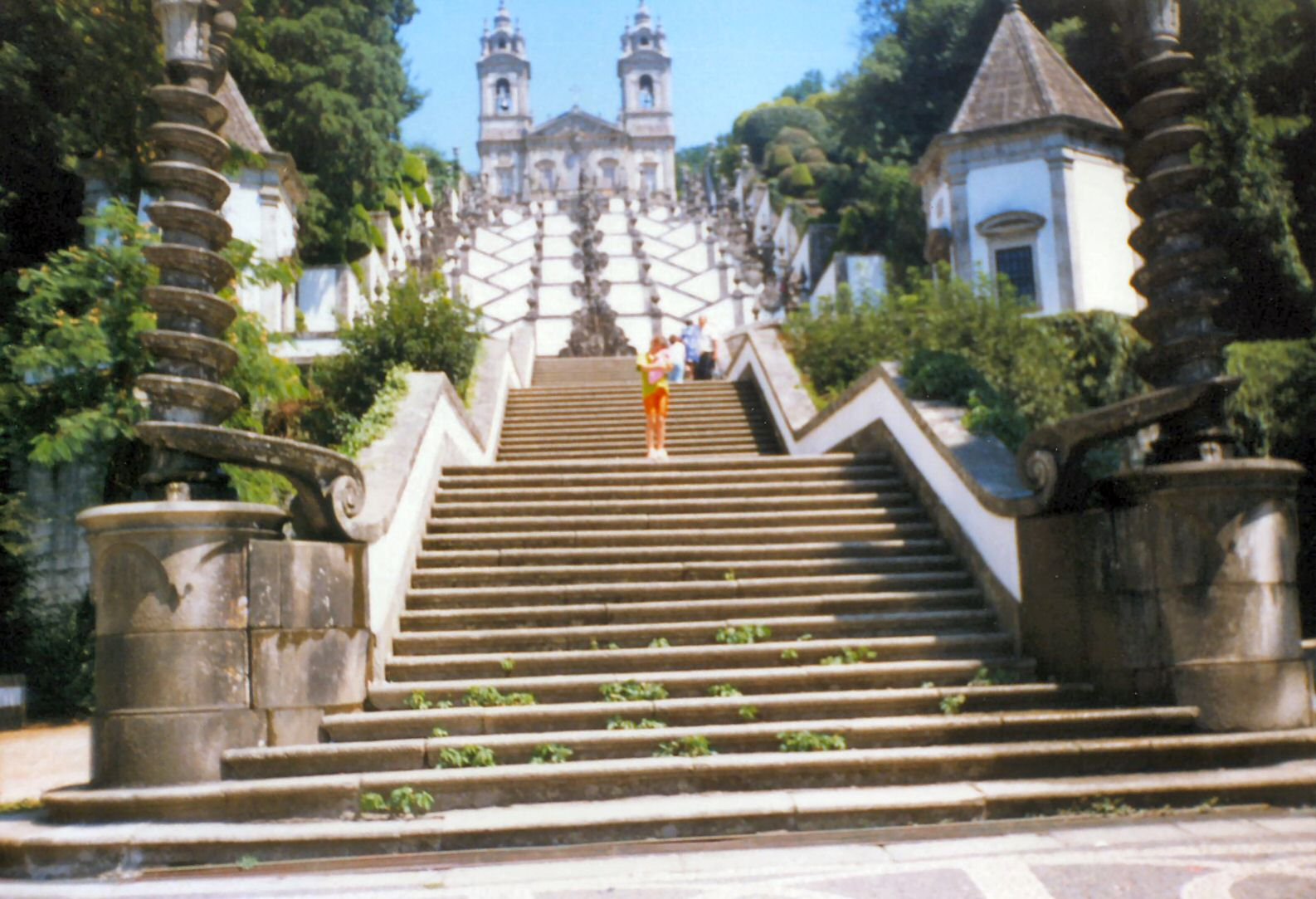
A Bom Jesus do Monte lépcsői
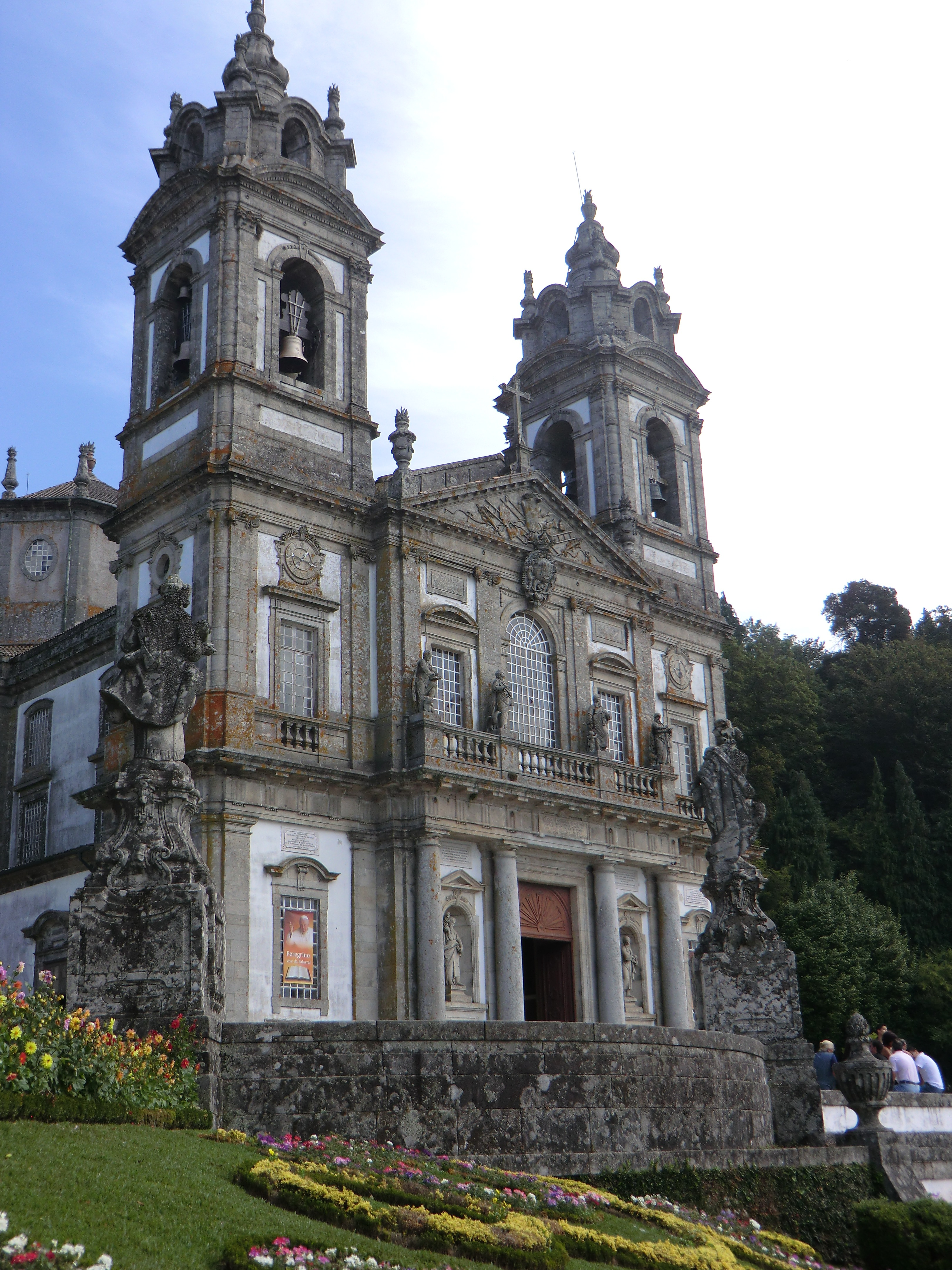
Bom Jesus do Monte
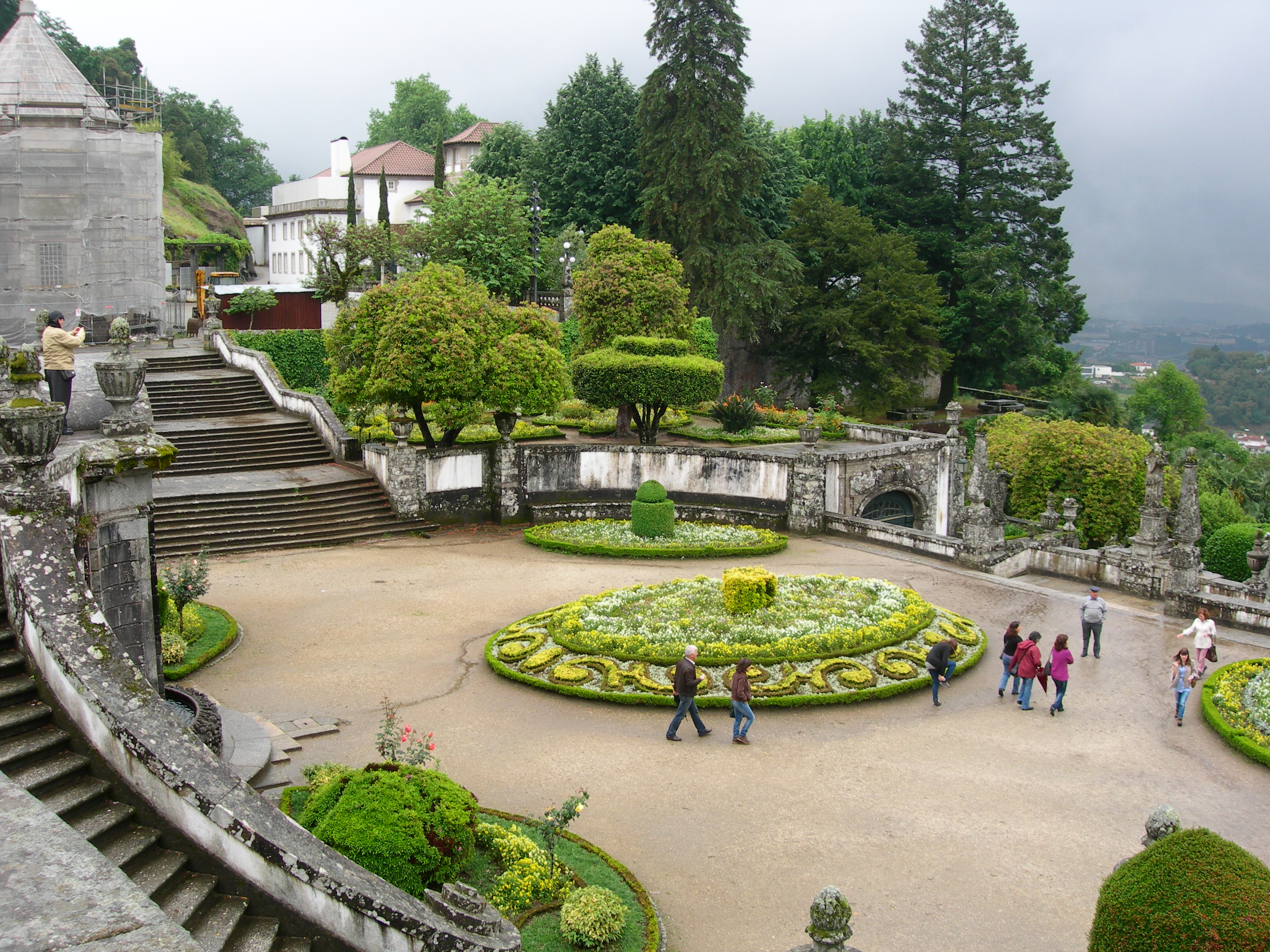
Bom Jesus do Monte udvara
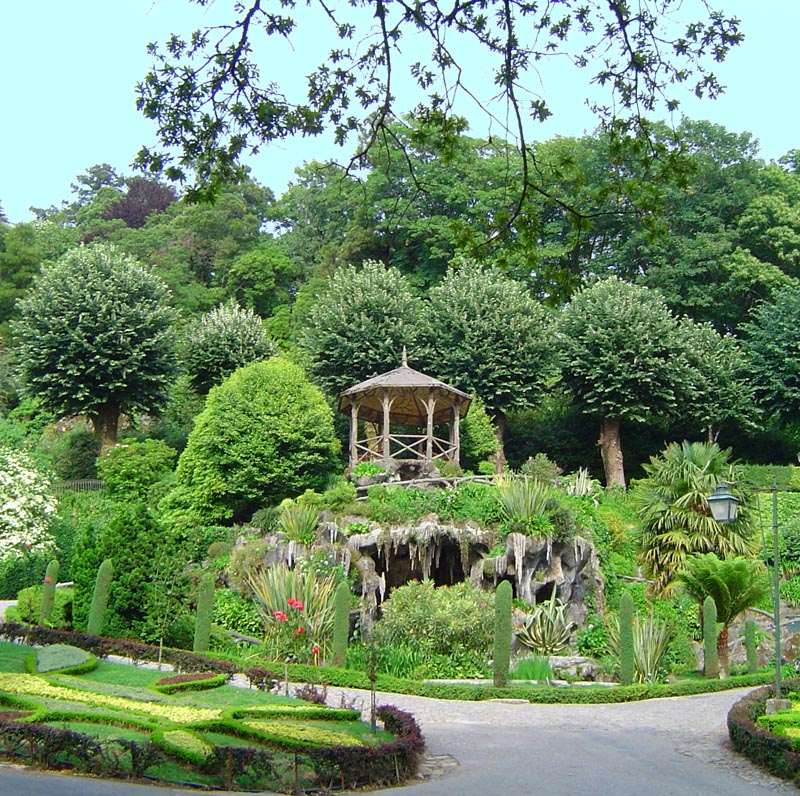
A Bom Jesus do Monte kertje
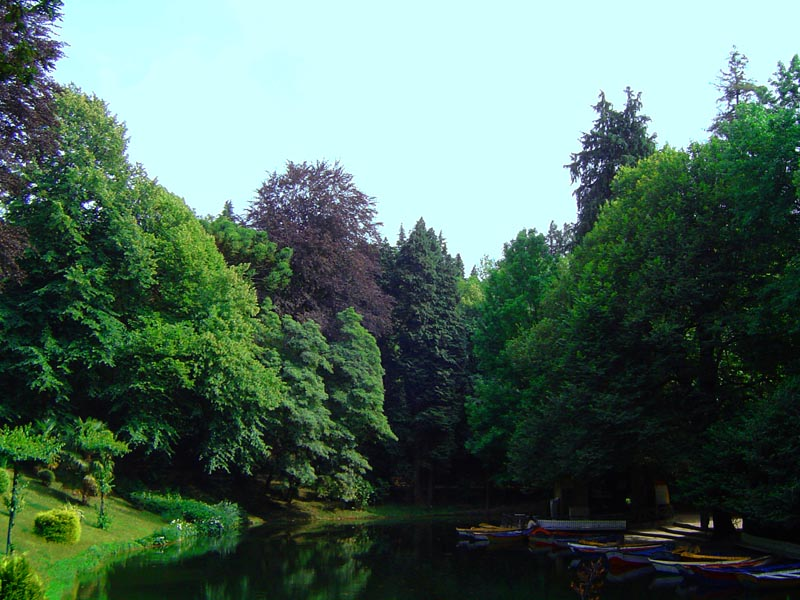
A Bom Jesus do Monte tava és kertjei
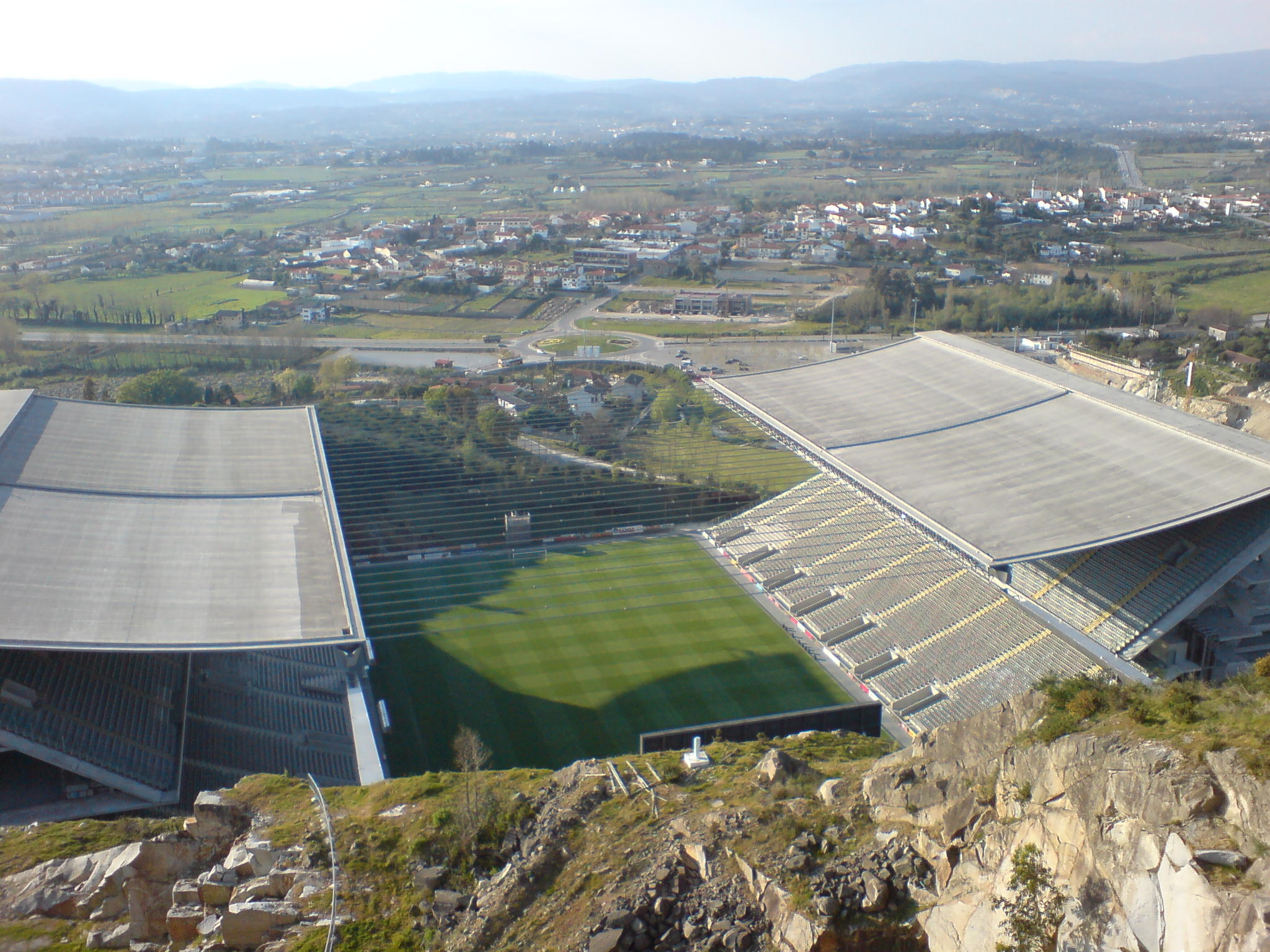
Városi stadion
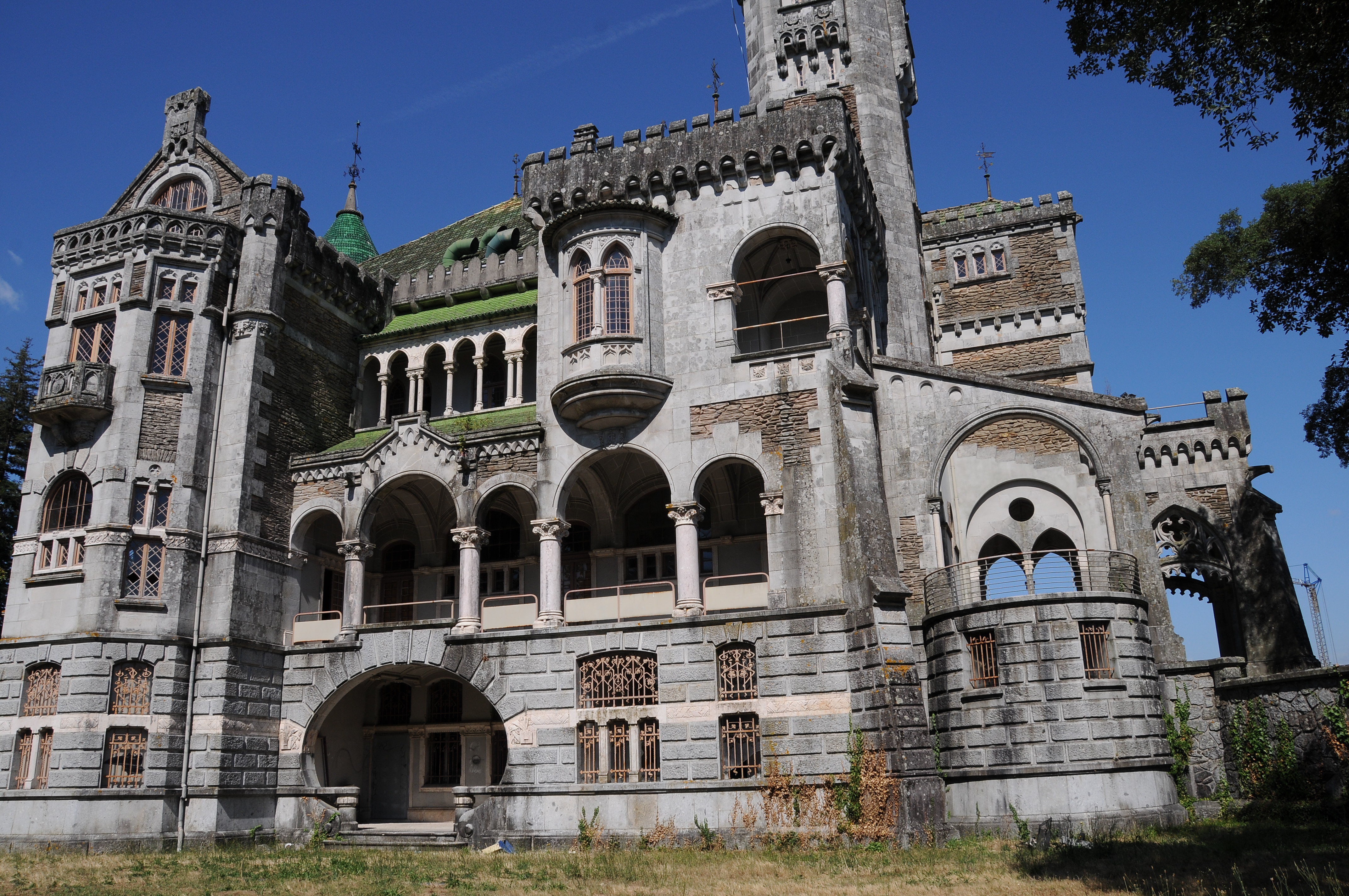
Castillo de D. Chica
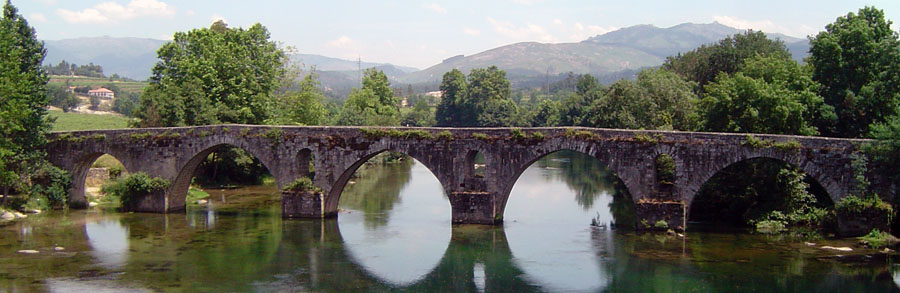
Híd a Cávado folyón , Braga és Amares községek között
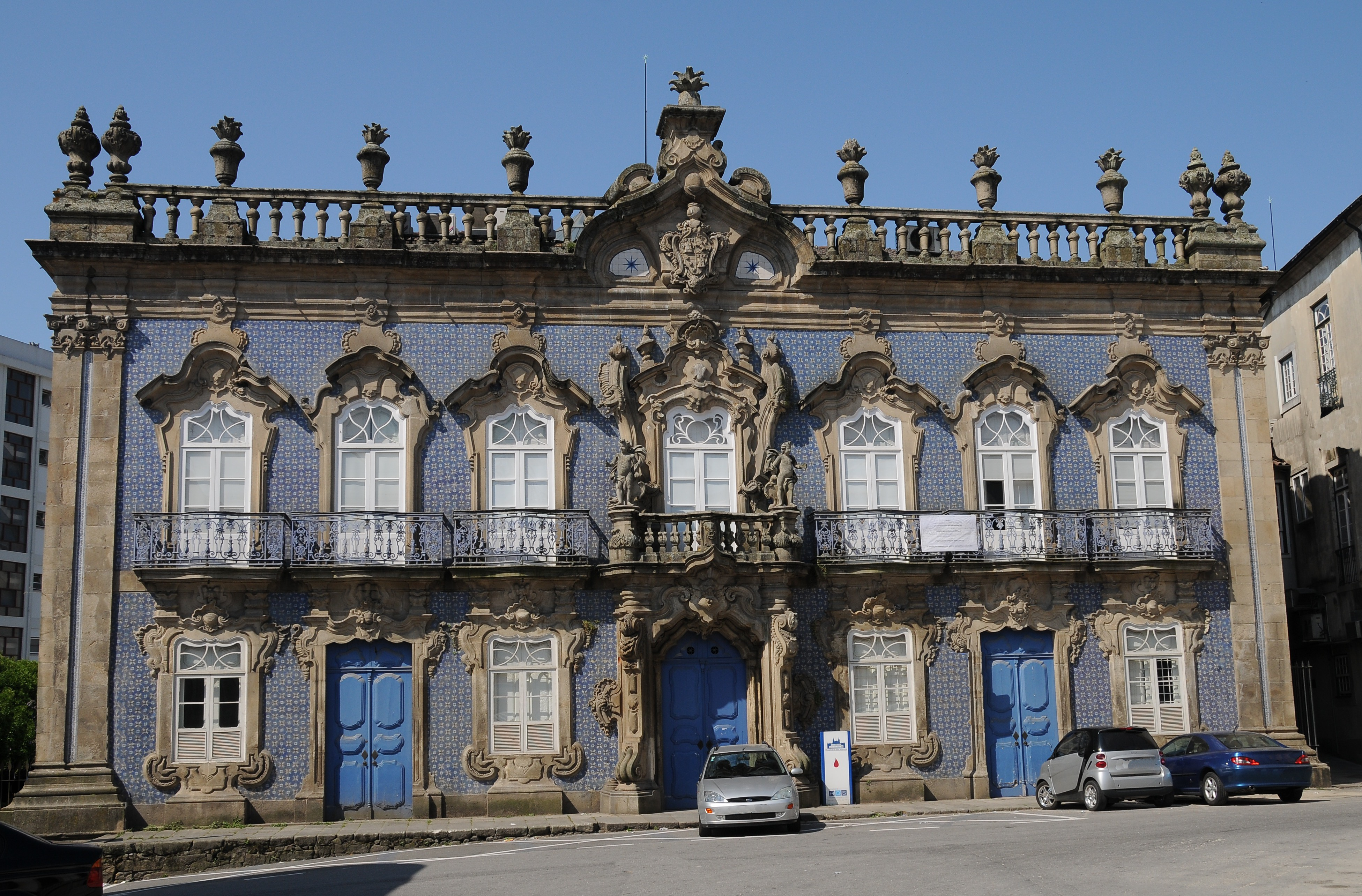
Palacio Raio
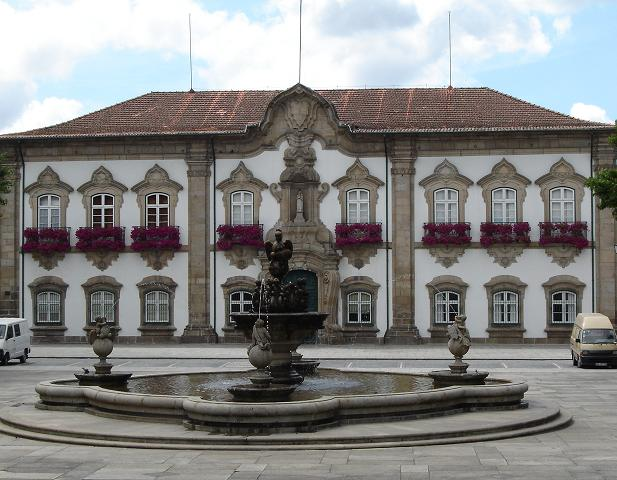
Városháza